# Juncus diemii
Juncus diemii är en tågväxtart som beskrevs av Manuel Barros. Juncus diemii ingår i släktet tåg, och familjen tågväxter. Inga underarter finns listade i Catalogue of Life.